# Kampene ved Dybbøl
Kampene ved Dybbøl foregik under den 2. Slesvigske Krig fra 7. april-18. april 1864. Den preussisk - østrigske hær bombarderede stillingen indtil kl. 10 den 18. april, hvorefter den angreb skanserne med stormtropper. Selve hovedtræfningen varede kun få timer og endte med dansk nederlag og tilbagetrækning til Als.
De officielle danske tab den 18. april var 379 faldne og 646 savnede, hvoraf hovedparten var faldne menige soldater, 1.250 sårede, mens ca. 2.500 faldt i fangenskab.
Stillingen ved Dybbøl var en flankestilling. Den var oprindelig tænkt som en offensiv stilling, hvor man fra skanserne kunne støtte et fremstød mod en indtrængende fjende,  ligesom hæren her kunne genere en fjendes forsyningslinjer op gennem Jylland samt binde store styrker foran stillingen. Sønderborg kunne med flådestøtte anvendes som opmarch- og forsyningsområde.
I 1861-63 anlagde danske ingeniørtropper Dybbølstillingens 10 skanser i en halvbue af to kilometers længde fra Vemmingbund til Als Sund. Skanserne blev på grund af besparelser opført med træblokhuse som beskyttelsesrum for mandskabet i stedet for beton. Det kostede senere mange livet, at kun ammunitionskamrene blev opført i beton.

## 1864
Den 7. februar 1864 ankom 20.000 mand, 500 ryttere, 80 feltkanoner og 1.100 fæstningsartillerister til Dybbøl fra Dannevirke, som var blevet rømmet efter ordre fra general Christian de Meza. Skansernes front var blot 2 km. lang og de 10 jordskanser var lidet imponerende sammenlignet med Dannevirkes 27.Preussiske forposter ankom den 8. februar. Omkring 20. februar havde preusserne 20.000 mand, 1.200 ryttere og 88 kanoner foran stillingen. Den 22. februar blev forposten tvunget tilbage., men preusserne forholdt sig dog passive i flere uger, mens 20.000 danskere udbyggede og forbedrede stillingen. Mellem skanserne gravede hæren en række løbegrave, ligesom terrænet foran skanserne blev forsynet med fælder, bl.a. bælte med jernspidser.
Prins Friedrich Karl besluttede i den låste situation at beskyde den danske stilling. Fra den 15. marts var Dybbøl Mølle under konstant beskydning, og den 10. april blev møllen skudt i brand af de tyske tropper. Møllehatten og vingerne brændte og akselen styrtede ned. Den officer, der stod bag fuldtræfferen, blev dekoreret for bedriften. Den 17. marts forsøgte danske tropper et angreb på de tyske forposter, men blev slået tilbage, ligesom landsbyen Ragebøl og Dybbøl by blev stærkt beskadigede.
Den 28. marts forsøgte preusserne en storm på stillingen. Angrebet blev afvist ved dygtig anvendelse af hær og flåde (Panserskibet Rolf Krake). En britisk krigskorrespondent berettede, at preussernes mislykkede aktion havde givet de danske soldater nyt mod. Det varede dog kun få dage, inden danskernes håb slukkedes. Preusserne havde hidtil holdt kanoner i reserve med henblik på et angreb på Als, men nu påbegyndte de en opstilling af disse i de parallelgrave, der var etableret i nærheden af de danske skyttegrave. Den 2. april påbegyndtes et bombardement af Sønderborg, hvor store dele af byen blev skudt i brand. Preusserne opstillede ligeledes batterier, hvor de farligste var placeret i stillingens flanke på Broager -halvøen.

### Broager Kirke
Efter fremrykningen til Broager oprettede den preussiske overkommando mellem kirkens tvillingetårne en gangbro. Herfra kunne den følge granatnedslagene mod skanserne ved Dybbøl Banke, og korrigere skuddene mod disse.
Fra den 7. april begyndte den afgørende artillerikamp, hvor preusserne beskød Dybbølstillingen for at forberede en storm mod den. Den 11. april intensiverede de beskydningen ved at afsende 4.000 granater mod den danske befæstning. Samtidig udbyggede de parallelgravene, således at de forreste blot var ca. 300 meter fra fronten af de danske skanser. Samtidig udkæmpede forposter dagligt kampe i ingenmandsland foran skanserne, og begge parter led et tab af flere hundrede soldater.  Moralen blandt danskerne var ikke særlig høj, idet mange var høreskadede af larmen fra granaterne, halvt blindede af krudtrøgen og udmattede, fordi afløsningen ikke nåede rettidigt frem. Beskydningen og kampene i ingenmandsland varede til 18. april, hvor preusserne på fire timer skød 7.900 granater mod stillingen.

### Skanserne
Skanserne var placeret således med Vemmingbund ud for den danske venstre flanke og Als Sund ud for højre flanke:
Skanse I var placeret nærmest vandet ved Vemmingbund, mens skanserne II og III lå op ad bakken mod Dybbøl Mølle. Skanse IV var en smule tilbagetrukket fra buelinjen og lå tættest på møllen, mens skanse V lå på den nordlige side af vejen mod Sønderborg, tæt på den nuværende museumsbygning. Herefter fulgte skanse VI - X mod nord til Alssund.
| - Skanse I ved Vemmingbund - Skanse II - Skanse III - Skanse IV beliggende skråt til venstre foran møllen - Skanserne V og VI efter stormen 18. april 1864 - Skanse VII set indefra - Skanse VIII - Skanse IX 19. april 1864 - Skanse X |

Om morgenen den 18. april var skanserne stærkt beskadigede, nogle af de værst ramte var reducerede til grus og græsbunker, og blot få fungerende kanoner var tilbage. De preussiske soldater fik i de sidste par dage inden stormen udbygget parallelgravene, således at forposterne nu blot var ca. 150 meter fra skanse II-III, som den forreste parallelgrav var tættest på.  De danske styrker var efter afløsningen 17. april opstillet således med et mandskab på 4209 soldater i forreste linje og en reserve på 5524:
| Skansernes bemanding 18. april 1864 |                             |                               |                            |                            |                                          |                                          |                                          |                                          |
| Division                            | 2                           | 2                             | 2                          | 2                          | 1                                        | 1                                        | 1                                        | 1                                        |
| Divisionschef                       | Generalmajor Glode du Plat  | Generalmajor Glode du Plat    | Generalmajor Glode du Plat | Generalmajor Glode du Plat | Generalløjtnant Peter Frederik Steinmann | Generalløjtnant Peter Frederik Steinmann | Generalløjtnant Peter Frederik Steinmann | Generalløjtnant Peter Frederik Steinmann |
| Brigade                             | 1                           | 1                             | 3                          | 3                          | 8                                        | 8                                        | 2                                        | 2                                        |
| Brigadegeneral                      | Oberst Georg Henrik Lasson  | Oberst Georg Henrik Lasson    | Oberst J. A. Wørishøffer   | Oberst J. A. Wørishøffer   | Oberst Paul Scharffenberg                | Oberst Paul Scharffenberg                | Oberst Heinrich Kauffmann                | Oberst Heinrich Kauffmann                |
| Regiment                            | 22                          | 2                             | 17                         | 16                         | 9                                        | 20                                       | 3                                        | 18                                       |
| Kommandør                           | Oberstløjtnant Falkenskjold | Oberstløjtnant Wilhelm Dreyer | Oberst Andreas Bernstorff  | Major Carl Wolle           | Major Sperling                           | Major H. Castenschiold                   | Major S. Schack                          |                                          |
| Skanse                              | 1-2                         | 3-6                           | 7-9                        | 10-Alssund                 | Reserve ved baraklejren                  | Reserve ved baraklejren                  | Reserve ved brohovedet til Als           | Reserve ved brohovedet til Als           |

Ud over de 9733 infanterister var der i og ved skanserne tre fæstningskompagnier med ca. 80 feltkanoner, assisteret af ingeniørtropperne og brokompagniet. 18 kanoner var placeret direkte i skanserne.  Som reserve på Als lå 4., 5. og 6. brigade, Livgarden og 4 feltbatterier, medens 7. Brigade og 2 batterier specielt havde som opgave at forsvare Als. Reserven blev dog ikke benyttet i kampene den 18. april.

### Stormen den 18. april
Kort efter solopgang er de preussiske soldater på plads i løbegravene, klar til fremrykning. Blandt officererne er der nervøsitet for, at danske observationsposter har rapporteret om den hektiske aktivitet; men der afgives blot en enkelt rapport, som antager at arbejdshold er i gang med at udbedre skader eller udbygge de tyske stillinger. Preusserne er meget sikre på deres succes, noget der især giver sig til udtryk ved, at et fuldt militærorkester, ledet af militærkomponisten Gottfried Piefke, har taget stilling sammen med soldaterne nær fronten for at spille den nykomponerede Düppeler Schanzen-Sturmmarsch, en march som Piefke har skrevet specielt til lejligheden, når tiden er inde til infanteriets fremrykning. De 33 tyske batterier ved Broager beskyder Dybbølstillingen uafbrudt hele morgenen. I løbegangene står de allieredes soldater tæt i kolonner. Der er betydelig risiko for massive tab, hvis det danske artilleri beskyder parallellen. Desuden var der sket en udvikling af våbenteknologien de foregående år, som bl.a. betød, at de danske forladegeværer havde fået større træfsikkerhed på afstande op mod 200 meter. Det var derfor yderst risikabelt at angribe i kolonner, som traditionen havde været i generationer.
Den tyske generalstab så imidlertid bort fra disse risici. Efter signal fra Friedrich Karl, der befandt sig på toppen af Avnbjerg, kastede ca. 10.000 preussiske soldater sig kl. 10 over skanserne på venstre flanke, der blev forsvaret af ca. 2.200 mand. På grund af artilleribeskydningen, som først blev indstillet få sekunder for stormen, var de fleste danske soldater i dækning i løbegangene bag skanserne, og de ca. 70 mand, der skal forsvare skanse 1, når den først samtidig med angrebsstyrken på 1000 mand. Skanse 2 blev ligeledes forsvaret af 70 mand, men de var støttet af artilleri, og de 2000 angribere var ti minutter om at overvinde modstanden. Mønsteret var klart. Den sydlige del af flanken blev hurtigt revet op, og de forreste skanser blev alle erobret af angriberne i løbet af fem minutter til en halv time.
Selv om kampene var korte, underbygger adskillige beretninger fra de overlevende om stærk modstand fra danskerne, især i skanse fire, hvor der udkæmpedes nærkampe på bajonetter. Kl. 10.30 foretog 8. brigade, der med 3.000 mand udgjorde en betydelig reserve, et modstød op til Dybbøl Mølle, og bidrog derfor til, at soldaterne på nordflanken (mandskabet ved skanse 7-10), undgik store tab eller tilfangetagelse. Det har efterfølgende været stærkt omdiskuteret, hvorfor modangrebet først kom efter en halv times kamp. Nogle kilder antager, at det på grund af larmen var umuligt at høre kampsignalet, mens andre antyder, at Glode du Plat tøvede med at give ordre til modstødet. Enkelte øjenvidner opfattede det som en forstyrrende faktor, at den tilskadekomne Gerlach ankom til kamppladsen på en hestevogn.   8. brigade kæmpede hårdt, men da Friedrich Karl indsatte yderligere reserver, måtte den efter knap en times kamp trække sig tilbage med store tab sammen med resterne af den slagne hær, der begav sig til Als ad to pontonbroer, som herefter blev gjort utilgængelige.
De officielle danske tab den 18. april var 379 faldne og 646 savnede, hvoraf hovedparten var faldne menige soldater, 1.250 sårede, mens ca. 2.500 faldt i fangenskab. Den tysksprogede udgave af denne side skriver: "I slaget faldt ca. 3.600 Danskere og 1.200 preussere, 554 danskere blev såret og 3.534 danskere blev taget som krigsfanger." Forskere har forklaret disse uoverensstemmelser med, at begge parter underdrev deres egne tab og overdrev fjendens. I forbindelse med markeringen af 150-året for slaget blev de danske tab opført som 1669 døde og sårede samt 3131 fanger og desertører.
Løjtnant Johan Anker forsvarede Skanse 2 og opnåede heltestatus for sin indsats. Ved stormen 18. april havde tyskerne derfor givet befaling til, at Anker så vidt muligt skulle fanges levende, hvilket også lykkedes. Hans billede blev anbragt på det tyske sejrsmonument i Berlin, hvorpå en fremstilling af stormen findes. Den preussiske overlevering har også fremhævet sine helte, bl.a. Carl Klinke, som blev dræbt i skanse 2. Da han blev begravet i en massegrav, antages det, at myten om hans særlige indsats er en senere tilskrivning til historien.

## Det politiske spil
Prins Friedrich Karl havde oprindelig planlagt en storm på skanserne den 12. april, men fik fra Kong Wilhelm besked på at vente, indtil den danske stilling var afgørende svækket.
Den danske regering havde af politiske grunde besluttet at stillingen skulle holdes længst muligt, selv om det fra et militært synspunkt stod klart, at stillingen ikke kunne forsvares længe. Overgeneral Gerlach, som var sengeliggende efter et styrt på sin hest, var først indstillet på at følge denne opfordring; men efter forhandlinger i overkommandoen, indstillede han den 11. april af militære grunde til regeringen, at den burde give tilladelse til at rømme skanserne. Det nægtede regeringen at imødekomme af hensyn til stemningen i København. Gerlachs tilstand betød, at generalmajor Glode du Plat reelt var øverstkommanderende i felten, og under indtryk af ødelæggelserne opsøgte han den 16. april Gerlach med anmodning om, at denne sygemeldte sig, så Du Plat kunne tage overkommandoen og ansvaret for en tilbagetrækning til Als. Gerlach nægtede imidlertid at sygemelde sig, men besluttede den 17. april at anmode regeringen om tilladelse til en hurtig tilbagetrækning. Men den fik han ikke, bl.a. fordi Dybbølstillingen var blevet et symbol i befolkningen og et led i det taktiske spil forud for fredsforhandlingerne i London. Hæren forblev derfor ved Dybbøl, som preusserne indtog efter de voldsomme kampe den følgende dag. Generalmajor Glode du Plat og hans stabschef, major Ernst Schau var blandt de faldne den 18. april.
Ved fredsforhandlingerne i London, som officielt skulle påbegyndes den 20. april, betød det danske nederlag, at den danske delegations forhandlingsposition var betydeligt svækket. Hele Slesvig, bortset fra Als var besat, og på denne baggrund var såvel helstatens bevarelse som Ejderpolitikken vanskelige at argumentere for. Eneste mulighed for at undgå at tabe begge hertugdømmer var at dele Slesvig i en dansk og tysk del; denne løsning kunne ministrene i den danske regering ikke blive enige om, hvorfor krigen fortsatte indtil det endelige nederlag i kampene om Als to måneder efter kampene ved Dybbøl. 

### Internet links
- Cohen, Wilhelm: Krigen 1864 og de faldnes minde ( 1865) Digitalt optryk på Open Library
- krigen 1864 Bjørn Østergaard: Krigen 1864, Museum Sønderjylland Arkiveret 28. januar 2010 hos  Wayback Machine
- – Gert Laursens artikel på Dansk Militærhistorie.
- – De orginale regiments- og kompagni rapporter. Arkiveret 3. februar 2022 hos  Wayback Machine
- - Skønlitterær krimi som foregår på Dybbøl i dagene op til stormen på skanser 18/4-1864

54°54′25″N 9°45′29″Ø / 54.9069°N 9.7581°Ø